# آولتیم (رود)
آولتیم (به لاتین: Avletim) یک رود است که در قرقیزستان واقع شده‌است.